# Brion (Saône-et-Loire)
Brion település Franciaországban, Saône-et-Loire megyében. Lakosainak száma 297 fő (2022. január 1.). Brion Monthelon, Autun, Étang-sur-Arroux, Laizy és Mesvres községekkel határos.

## Népesség
A település népességének változása:
| Lakosok száma | 315  | 306  | 308  | 299  | 295  | 292  | 291  | 290  | 297  |
|               | 2013 | 2015 | 2016 | 2017 | 2018 | 2019 | 2020 | 2021 | 2022 |